# Sydney Jacobson, Baron Jacobson

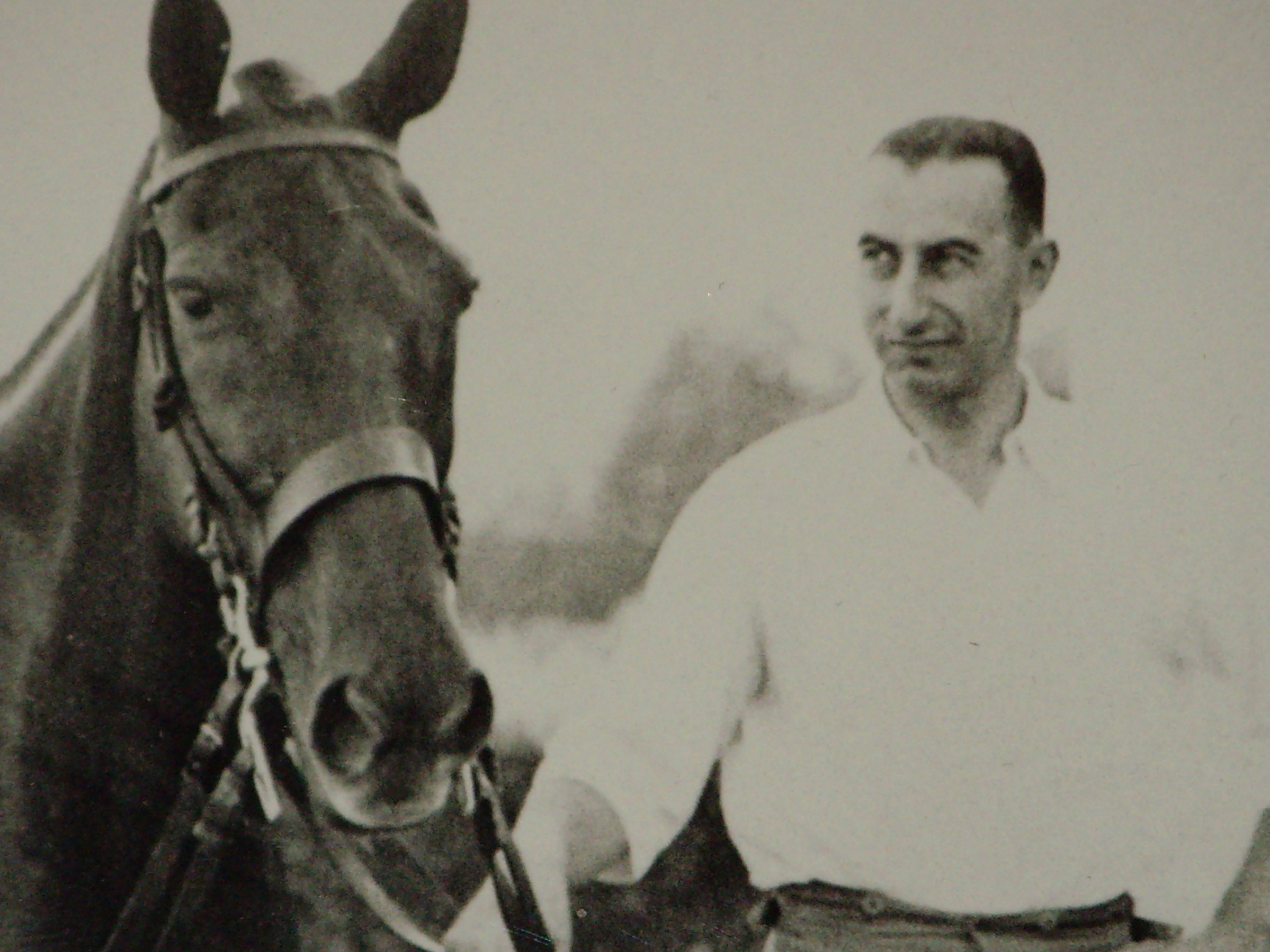
Sydney Jacobson (1930er Jahre)

Sydney Jacobson, Baron Jacobson MC (Geburtsname: Sydney Jacobsohn; * 26. Oktober 1908 in Zeerust, Transvaal, Südafrika; † 13. August 1988) war ein britischer Journalist und Verleger, der Chefredakteur verschiedener Presseerzeugnisse war und 1975 als Life Peer aufgrund des Life Peerages Act 1958 Mitglied des House of Lords wurde.

## Leben

### Studium, Journalist und Zweiter Weltkrieg
Jacobson war der Sohn eines aus Deutschland nach Südafrika eingewanderten Besitzers einer Straußen-Farm. Nach dem Tod seines Vaters verzog er mit seiner Mutter nach London, wo er im Haushalt des Rechtsanwalts und späteren Politikers der Labour Party, Lewis Silkin, lebte, der mit ihm verwandt war. Nach dem Besuch der Strand School, eine in Tulse Hill liegende Grammar School, absolvierte er ein Studium am King’s College London (KCL).
Nach Beendigung des Studiums begann Jacobson 1928 seine Tätigkeit als Journalist, und zwar zunächst als Reporter der Londoner Tageszeitung Daily Sketch, danach zwischen 1934 und 1936 als Redaktionsassistent bei der in Indien erscheinenden englischsprachigen The Statesman sowie im Anschluss von 1936 bis 1939 als Redaktionsassistent der Zeitschrift Lilliput.
Im Zweiten Weltkrieg leistete er seinen Militärdienst im Middlesex Regiment und wurde am 2. November 1940 zum Unterleutnant befördert. Für seine militärische Verdienste wurde er 1944 mit dem Military Cross ausgezeichnet sowie zuletzt zum Oberstleutnant befördert.

### Chefredakteur verschiedener Publikationen und Oberhausmitglied
Nach Kriegsende war Jacobson von 1948 bis 1950 Chefredakteur des wöchentlich erscheinenden Leader Magazine sowie später von 1952 bis 1962 politischer Redakteur der Tageszeitung Daily Mirror. Im Anschluss folgte er 1962 John Beavan als Chefredakteur des Daily Mirror und bekleidete diese Funktion bis 1964. Danach wurde er 1964 erster Chefredakteur der neugegründeten und aus dem Daily Herald hervorgegangenen Tageszeitung The Sun, übergab dieses Amt aber bereits ein Jahr darauf 1965 an Dick Dinsdale, den bisherigen stellvertretenden Chefredakteur.
Daraufhin fungierte er zwischen 1965 und 1968 als Redaktionsleiter der Odhams Press, ehe er von 1968 bis 1974 Redaktionsleiter von International Publishing Company (IPC Newspapers) war. Zugleich war er zwischen 1968 und 1975 Mitglied des Presserates sowie zeitgleich von 1973 bis 1974 Vize-Vorstandsvorsitzender von IPC Newspapers.
Jacobson gehörte zu den einflussreichsten Unterstützern der Labour Party bei deren Wahlsiegen bei den beiden Unterhauswahlen am 28. Februar 1974 sowie am 10. Oktober 1974.
Durch ein Letters Patent vom 16. Juli 1975 wurde Jacobson als Life Peer mit dem Titel Baron Jacobson, of St Albans in the County of Hertfordshire, in den Adelsstand erhoben und gehörte bis zu seinem Tod dem House of Lords als Mitglied an. Seine offizielle Einführung (Introduction) als Mitglied des House of Lords erfolgte am 3. November 1975 mit Unterstützung durch John Beavan, Baron Ardwick und Hugh Cudlipp, Baron Cudlipp. Gerüchten zufolge las er den Daily Mirror nicht mehr, nachdem Robert Maxwell diese Zeitung 1984 gekauft hatte.